# Carianda
Carianda (grec antic: Καρύανδα) era una ciutat situada a la costa de Cària al sud-oest d'Anatòlia. Esteve de Bizanci diu que era una ciutat i port prop de Mindos i de Cos. Estrabó la situa entre Mindos i Bargilia, i la descriu tocant a un llac i a una illa que portaven el mateix nom. Plini el Vell només diu que era una ciutat situada a terra ferma, i Pomponi Mela diu el mateix. S'ha suposat que hi havia una ciutat amb aquest nom en una illa i una altra a terra ferma. Escílax de Carianda, que segurament hi va néixer, diu que era una illa, una ciutat i un port.
Correspon probablement a l'actual Pasha Limani.